# Yūki Masakatsu
Yūki Masakatsu (結城 政勝?; 1503 – 2 settembre 1559) è stato un samurai giapponese del periodo Sengoku, capo del clan Yūki.
Masakatsu era figlio di Yūki Masatomo di Shimōsa, e divenne capo del clan attorno al 1525.Si scontrò con altri clan locali per consolidare il potere del clan e compose le nuove leggi della famiglia Yūki (結城氏法度?, Yūki-shi Hatto) nel 1556.
Morì nel settembre 1559 e fu succeduto da suo nipote Harutomo, il quale era stato adottato come figlio e futuro capo del clan.